# ドローンショー

## 概要
ドローンショーとは、LEDライトを搭載した複数のドローンをコンピュータで制御し、夜空などに光の演出を行う空中パフォーマンス。数十機から数千機に及ぶドローンを用いて、図形や文字、キャラクター、アニメーションなどを描き、音楽やナレーションと組み合わせて鑑賞者に感動的な体験を提供する。

### 特徴
- プログラミングによる演出   ドローンは事前にプログラムされた飛行ルートに従って飛行し、完全に同期された動きで空中に立体的な映像を描き出す。従来の花火では表現できない、繊細で滑らかな動きやストーリー性のある演出が可能。
- 環境・安全面でのメリット   火薬や爆音を伴わず、騒音や火災のリスクが少ないため、環境や動物への負荷も小さい。都市部や観光地でも実施しやすく、時代に即したエンターテインメントとして注目されている。
- 多様な活用シーン   ドローンショーは、企業イベント、観光プロモーション、スポーツ大会、音楽フェス、地域の祭り、さらにはプロポーズや結婚式などの個人イベントでも活用されている。近年では、QRコードを表示してその場でクラウドファンディングや広告連携を行う事例もある。
- 技術の進化   AIや高精度GPSの導入により、より高密度で正確なフォーメーションが可能となっており、演出の自由度と安全性は年々向上している。また、映像やプロジェクションマッピング、音楽、レーザーなど他の演出技術と組み合わせた「複合型ショー」も登場している。

### 世界と日本の動向
欧米や中国を中心に、世界各国で大規模なドローンショーが開催されており、オリンピックや万博といった国際イベントでも導入が進んでいる。日本国内でも徐々に認知が広がり、地域活性化や観光誘致の手段として自治体や企業の関心が高まっている。